# Omanana striata
Omanana striata är en insektsart som beskrevs av Delong 1942. Omanana striata ingår i släktet Omanana och familjen dvärgstritar. Inga underarter finns listade i Catalogue of Life.